# Villa Hermann Henke
Die Villa von Hermann Henke liegt in der Straße Am Goldenen Wagen 12 im Stadtteil Oberlößnitz der sächsischen Stadt Radebeul. Die Villa wurde 1912/13 für den Kaufmann Hermann Henke durch das Radebeul-Serkowitzer Bauunternehmen F. W. Eisold errichtet.

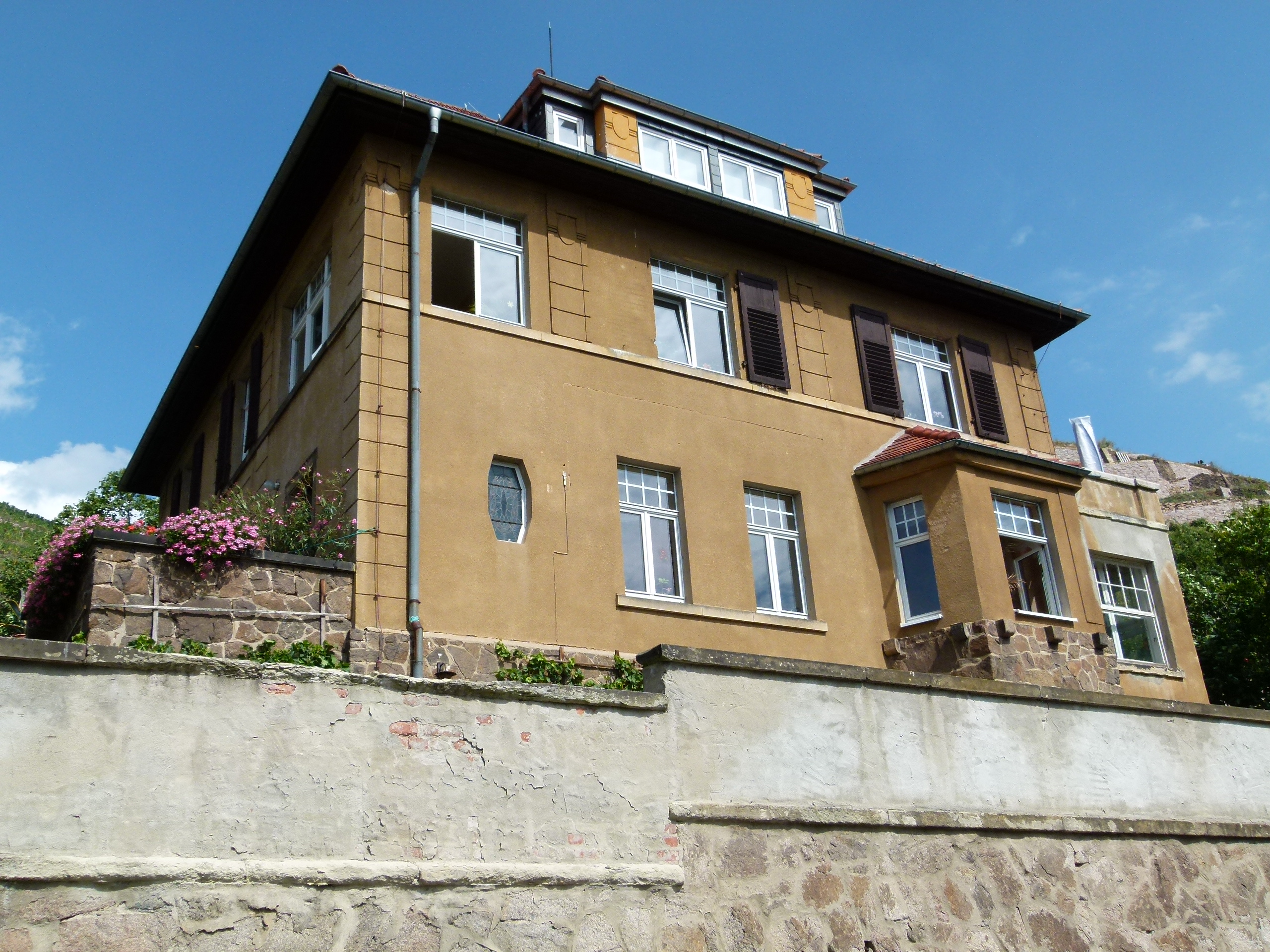
Villa Am Goldenen Wagen 12

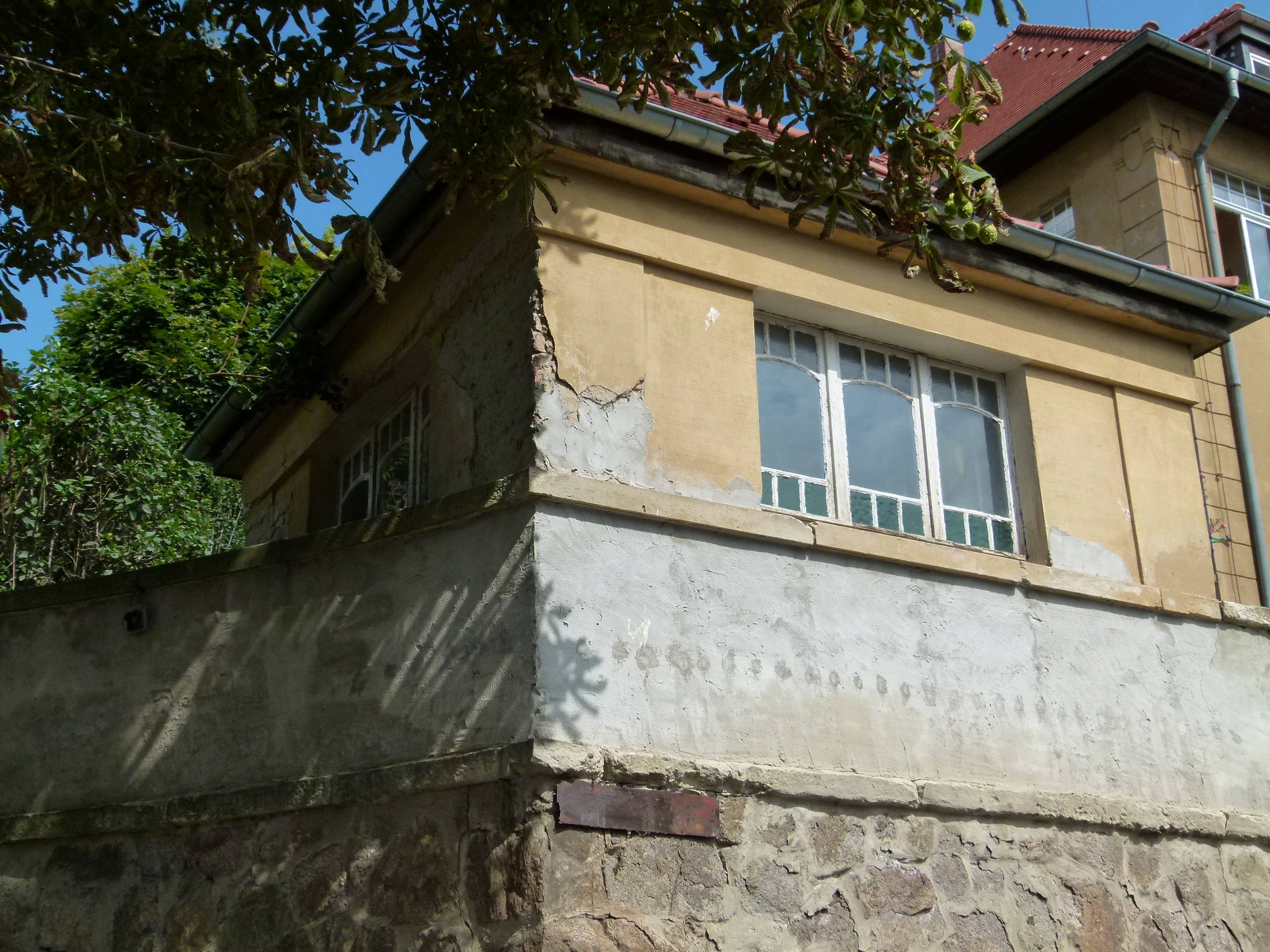
Gartenpavillon Am Goldenen Wagen 12

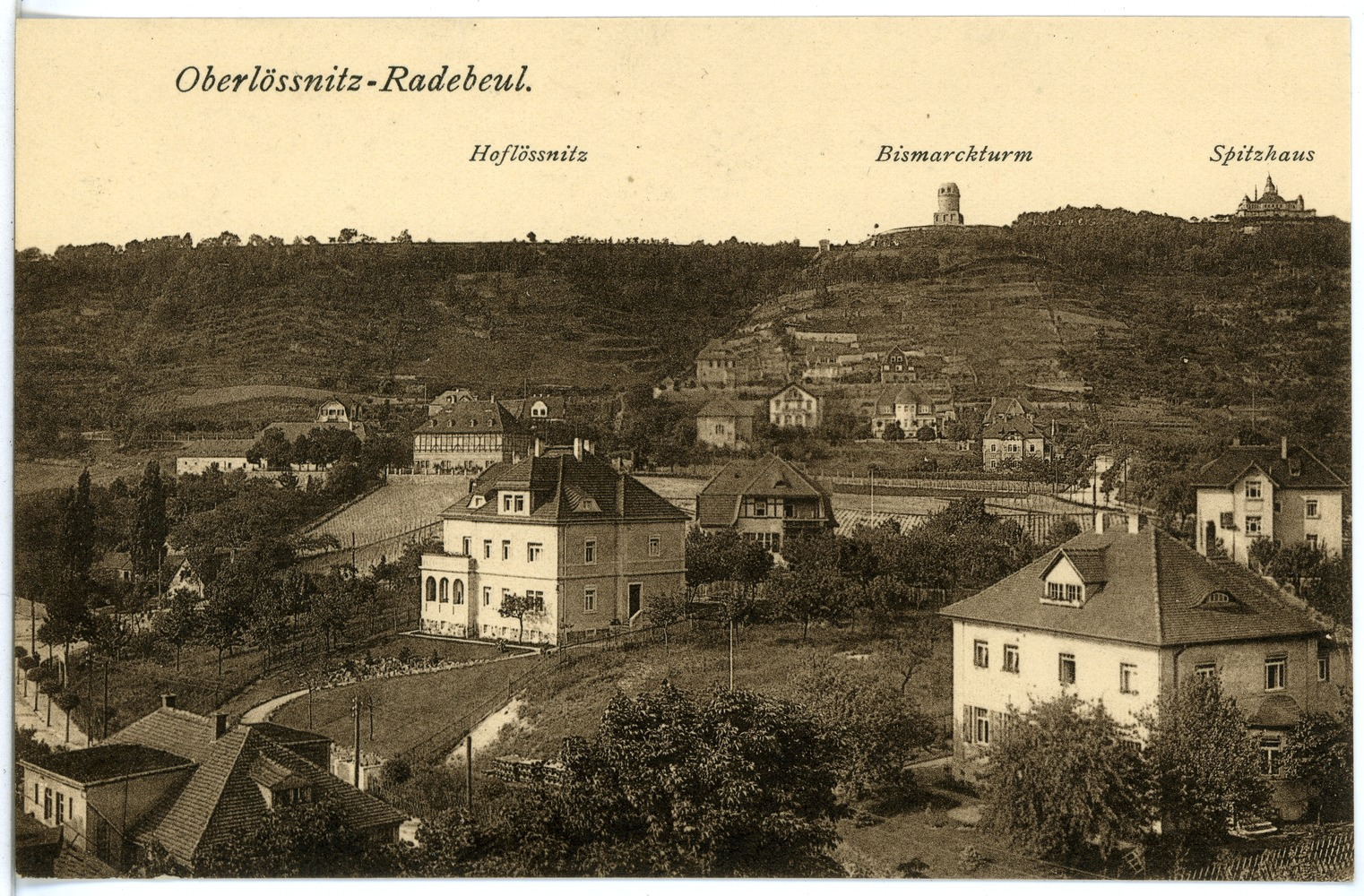
Am Goldenen Wagen 12 im Umfeld der Villenbebauung unterhalb des Bismarckturms (1914)

## Beschreibung
Die mit Stützmauer und Eckpavillon unter Denkmalschutz stehende Villa liegt am Fuß eines Weinbergs unterhalb des Bismarckturms, direkt östlich der Spitzhaustreppe inmitten des Denkmalschutzgebiets Historische Weinberglandschaft Radebeul.
Die zweigeschossige Villa in Reformstil-Architektur steht oberhalb einer das Gelände zur Straße hin abfangenden Bruchsteinmauer aus dem ortstypischen, Syenit genannten, Bruchstein, erhöht durch eine verputzte Ziegelmauer, die von Sandsteinplatten abgedeckt wird.
In der Talansicht steht der Putzbau auf einem Souterraingeschoss, das als Bruchsteinsockel ausgebildet ist. Darüber erheben sich die zwei durch ein Fensterbankgesims getrennten Wohngeschosse, dann kommt das hohe ziegelgedeckte Walmdach, in dem sich zur Straße hin ein Dachhäuschen befindet. Ebenfalls in der Straßenansicht steht rechtsseitig ein eingeschossiger, polygonaler Standerker. In der rechten Seitenansicht steht eine massive, verglaste Veranda mit einem Austritt obenauf.
Im Obergeschoss findet sich eine pilasterartige Schmuckverputzung als Gliederung, die sich im Dachhäuschen wiederfindet. Auf der linken Seite des Erdgeschosses befindet sich ein in die Höhe gestrecktes, achteckiges Fenster mit einer Farbverglasung.
An der linken Grundstücksecke steht ein ebenfalls denkmalgeschützter, eingeschossiger Gartenpavillon, der ähnlich wie das Haupthaus gestaltet ist.